# Sportfreunde Düren
Die Sportfreunde Düren (offiziell: Sportfreunde 1919 Düren e. V.) ist ein Fußballverein aus Düren. Die erste Mannschaft der Männer stieg 2025 in die Mittelrheinliga auf.

## Geschichte
Der Verein wurde im Jahre 1919 gegründet. In der Saison 1943/44 erreichten die Sportfreunde die Aufstiegsrunde zur Gauliga Köln-Aachen und führten die Tabelle an, bevor der Wettbewerb kriegsbedingt abgebrochen wurde. Nach Kriegsende spielten die Dürener in der Bezirksklasse und verpassten im Jahre 1950 den Aufstieg in die Landesliga Mittelrhein nur aufgrund des schlechteren Torquotienten gegenüber dem Lokalrivalen Schwarz-Weiß Düren. Im Jahre 1955 stiegen die Sportfreunde in die Kreisklasse ab, schafften aber den direkten Wiederaufstieg. 1960 stiegen die Dürener erneut in die Kreisklasse ab, nachdem die Mannschaft das Entscheidungsspiel gegen den SSV Lommersum mit 2:3 verlor. Der Wiederaufstieg erfolgte erst 1962 Drei Jahre später stiegen die Sportfreunde erstmals in die Landesliga auf, mussten dann aber direkt wieder absteigen.
Nach vielen Jahren in unteren Spielklasse gelang im Jahre 1991 der erneute Aufstieg in die Landesliga. Abermals folgte der direkte Wiederabstieg. Zwischenzeitlich bis in die Kreisliga A abgerutscht, stiegen die Sportfreunde im Jahre 2005 wieder in die Bezirksliga auf. Im Jahre 2012 gelang der erneute Aufstieg in die Landesliga, die bis 2016 gehalten werden konnte. Drei Jahre später kehrten die von Faton Popova trainierten Sportfreunde in die Landesliga zurück und schafften im Jahre 2025 den Aufstieg in die Mittelrheinliga.

## Erfolge
- Aufstieg in die Fußball-Mittelrheinliga: 2025
- Aufstieg in die Landesliga Mittelrhein: 1965, 1991, 2012, 2019

## Stadion
Heimspielstätte der Sportfreunde Düren ist das Oststadion an der Blücherstraße, welches Platz für 3000 Zuschauer bietet. Es wird auf Naturrasen gespielt.

## Persönlichkeiten
- Wilfried Hannes
- Wilson Kamavuaka
- Dirk Lehmann
- Norikazu Murakami
- Faton Popova
- Mahmut Temür
- Admir Terzić
- Willi Zander